# فيراري 375 إم إم
فيراري 375 إم إم (بالإيطالية: Ferrari 375 MM)‏ ، هي سيارة رياضية أنتجها شركة فيراري عام 1953 ، وتوقف إصدارها عام 1955م.

## مصدر
1. ↑  وصلة مرجع: http://www.carqueryapi.com/api/0.3/?callback=?&cmd=getModels&make=Ferrari.
2. ↑  وصلة مرجع: http://auto.ferrari.com/en_EN/sports-cars-models/past-models/375-mm/.
3. ↑  "Pebble Beach best of show". Los Angeles Times. مؤرشف من الأصل في 2016-10-27. اطلع عليه بتاريخ 2014-11-09.